# Frank Luck
Frank Luck (ur. 5 grudnia 1967 w Schmalkalden) – niemiecki biathlonista reprezentujący też NRD, pięciokrotny medalista olimpijski i wielokrotny medalista mistrzostw świata.

## Kariera
Na początku trenował biegi narciarskie, jednak w 1980 roku zaczął uprawiać biathlon. Pierwsze sukcesy osiągnął w 1986 roku, zdobywając złoty medal w sztafecie i srebrny w biegu indywidualnym podczas mistrzostw świata juniorów w Falun. Na rozgrywanych rok później mistrzostwach świata juniorów w Lahti zajął drugie miejsce w obu tych konkurencjach i sprincie.
W Pucharze Świata zadebiutował 18 stycznia 1987 roku w Anterselvie, zajmując trzecie miejsce w sztafecie. Pierwsze punkty wywalczył 24 stycznia 1987 roku w Ruhpolding, kończąc sprint na piątej pozycji. Na podium zawodów tego cyklu pierwszy raz stanął 17 grudnia 1988 roku w Les Saisies, wygrywając sprint. W zawodach tych wyprzedził Norwega Eirika Kvalfossa i swego rodaka Birka Andersa. W kolejnych startach jeszcze 38 razy plasował się w pierwszej trójce, odnosząc przy tym 12 zwycięstw: 17 grudnia 1988 roku w Les Saisies, 11 lutego 1989 roku w Feistritz, 2 lutego 1991 roku Oberhofie, 6 marca 1993 roku w Lillehammer, 22 stycznia 1994 roku w Anterselvie, 6 grudnia 1997 roku w Lillehammer, 5 marca 1998 roku w Pokljuce, 12 lutego 1999 roku w Kontiolahti i 21 marca 2002 roku w Oslo był najlepszy w sprincie, 14 marca 1999 roku w Oslo i 20 lutego 2000 w tym samym mieście wygrywał w biegach pościgowych, a 19 grudnia 2001 roku w Osrblie triumfował w biegu indywidualnym. Najlepsze wyniki osiągał w sezonach 1993/1994 i 1998/1999, kiedy zajmował trzecie miejsce w klasyfikacji generalnej. Najpierw wyprzedzili go Francuz Patrice Bailly-Salins i Sven Fischer, a następnie Fischer i Norweg Ole Einar Bjørndalen. Ponadto w sezonach 1999/2000 i 2001/2002 zdobywał Małą Kryształową Kulę za zwycięstwo w klasyfikacji biegu indywidualnego, a w sezonie 1998/1999 był drugi w klasyfikacji sprintu.
Pierwszą seniorską imprezą w jego karierze były igrzyska olimpijskie w Calgary w 1988 roku. Wystartował tam tylko w sprincie, kończąc rywalizację na szóstym miejscu. Już rok później, podczas mistrzostw świata w Feistritz w tej samej konkurencji zdobył złoty medal. Wyprzedził tam Eirika Kvalfossa i Jurija Kaszkarowa z ZSRR. Na tej samej imprezie reprezentacja NRD w składzie: André Sehmisch, Frank-Peter Roetsch, Birk Anders i Frank Luck zwyciężyła w sztafecie. W barwach NRD zdobył też złoto w biegu drużynowym i brąz w sztafecie na mistrzostwach świata w Mińsku/Oslo/Kontiolahti w 1990 roku.
Po zjednoczeniu Niemiec pierwsze medale zdobył już na mistrzostwach świata w Lahti w 1991 roku. Był tam drugi w sprincie, rozdzielając rodaka Marka Kirchnera i Eirika Kvalfossa. Parę dni później razem z Ricco Großem, Markiem Kirchnerem i Fritzem Fischerem zwyciężył w sztafecie. Z powodu choroby nie znalazł się w kadrze Niemiec na igrzyska olimpijskie w Albertville w 1992 roku.
Indywidualnie nie zdobył medalu podczas mistrzostw świata w Borowcu, za to zwyciężył w biegu drużynowym, a w sztafecie był trzeci. Na rozgrywanych rok później igrzyskach olimpijskich w Lillehammer także zdobył dwa medale. W biegu indywidualnym zajął drugie miejsce, plasując się między Rosjaninem Siergiejem Tarasowem a Svenem Fischerem. Ponadto wspólnie z Großem, Fischerem i Kirchnerem zdobył złoty medal w sztafecie. Z kolejnych czterech imprez ponownie wrócił bez indywidualnego medalu, za każdym razem zdobywając medale drużynowo. Na MŚ w Anterselvie (1995) zwyciężył w sztafecie, na MŚ w Ruhpolding (1996) był drugi w tej konkurencji, na MŚ w Osrblie (1997) wygrał sztafetę i był drugi w biegu drużynowym, a na igrzyskach olimpijskich w Nagano (1998) Niemcy w składzie: Ricco Groß, Peter Sendel, Sven Fischer i Frank Luck zdobyli kolejne złoto w sztafecie. W tym czasie indywidualnie był między innymi siódmy w sprincie podczas MŚ 1997 i ZIO 1998. Ponadto w 1998 roku zdobył też srebrny medal w biegu drużynowym na mistrzostwach świata w Hochfilzen/Pokljuce.
Kolejny medal indywidualny wywalczył dopiero na mistrzostwach świata w Kontiolahti/Oslo w 1999 roku. Zwyciężył tam w sprincie, wyprzedzając Włocha Patricka Favre i Norwega Frode Andresena. W biegu pościgowym nie utrzymał pierwszej pozycji i rywalizację ukończył na drugiej pozycji, za Ricco Großem. W sztafecie Niemcy tym razem zajęli czwarte miejsce. Następne trzy medale zdobył podczas mistrzostw świata w Oslo/Lahti w 2000 roku. Starty rozpoczął od czwartego miejsca w sprincie, w którym walkę o podium przegrał z Włochem René Cattarinussim. W biegu pościgowym zwyciężył, mimo dwóch pomyłek na strzelnicy, wyprzedzając o 3,3 sekundy Pawła Rostowcewa z Rosji i o 15,1 sekundy Francuza Raphaëla Poirée. Następnie zajął trzecie miejsce w biegu indywidualnym, ulegając jedynie Austriakom: Wolfgangowi Rottmannowi i Ludwigowi Gredlerowi. Trzeci był tam również w sztafecie.
Mistrzostwa świata w Pokljuce w 2001 roku były pierwszą od 13 lat imprezą, na której nie stanął na podium w żadnej z konkurencji. Jednak na rozgrywanych rok później igrzyskach olimpijskich w Salt Lake City zdobył dwa medale. W biegu indywidualnym po raz drugi w karierze zdobył srebrny medal, tym razem plasując się między Ole Einarem Bjørndalenem i Rosjaninem Wiktorem Majgurowem. Następnie razem z Großem, Sendelem i Fischerem zajął też drugie miejsce w sztafecie. Poza tym zdobył jeszcze złote medale w sztafecie podczas mistrzostw świata w Chanty-Mansyjsku w 2003 roku i rozgrywanych rok później mistrzostw świata w Oberhofie, gdzie był to jego jedyny start.
Luck trzykrotnie wygrywał Holmenkollen ski festival, dwa razy w biegu na dochodzenie (1999 i 2002) oraz w sprincie (2002).
W 2009 roku podczas udzielania wywiadu w telewizji Luck przyznał, że nieświadomie przyjmował doping (Oral Turinabol).

## Osiągnięcia

### Igrzyska olimpijskie
| Rok  | Miejscowość    | Konkurencje | Konkurencje | Konkurencje | Konkurencje | Konkurencje | Konkurencje | Konkurencje |
| Rok  | Miejscowość    | IN          | SP          | PU          | MS          | RL          | MR          | SR          |
| ---- | -------------- | ----------- | ----------- | ----------- | ----------- | ----------- | ----------- | ----------- |
| 1988 | Calgary        | –           | 6.          | nd.         | nd.         | –           | nd.         | –           |
| 1994 | Lillehammer    | 2.          | 6.          | nd.         | nd.         | 1.          | nd.         | –           |
| 1998 | Nagano         | –           | 7.          | nd.         | nd.         | 1.          | nd.         | –           |
| 2002 | Salt Lake City | 2.          | 11.         | nd.         | nd.         | 2.          | nd.         | –           |

### Mistrzostwa świata
| Rok  | Miejscowość            | Konkurencje | Konkurencje | Konkurencje | Konkurencje | Konkurencje | Konkurencje | Konkurencje |
| Rok  | Miejscowość            | IN          | SP          | PU          | MS          | RL          | MR          | SR          |
| ---- | ---------------------- | ----------- | ----------- | ----------- | ----------- | ----------- | ----------- | ----------- |
| 1989 | Feistritz              | 4.          | 1.          | nd.         | nd.         | 1.          | nd.         | –           |
| 1990 | Mińsk/Oslo/Kontiolahti | 6.          | 5.          | nd.         | nd.         | 3.          | nd.         | –           |
| 1991 | Lahti                  | –           | 2.          | nd.         | nd.         | 1.          | nd.         | –           |
| 1993 | Borowec                | 10.         | –           | nd.         | nd.         | 3.          | nd.         | –           |
| 1995 | Anterselva             | 11.         | 7.          | nd.         | nd.         | 1.          | nd.         | –           |
| 1996 | Ruhpolding             | 8.          | 33.         | nd.         | nd.         | 2.          | nd.         | –           |
| 1997 | Osrblie                | –           | 7.          | 9.          | nd.         | 1.          | nd.         | –           |
| 1998 | Pokljuka/Hochfilzen    | nd.         | nd.         | 16.         | nd.         | nd.         | nd.         | –           |
| 1999 | Kontiolahti/Oslo       | 24.         | 1.          | 2.          | 20.         | 4.          | nd.         | –           |
| 2000 | Oslo/Lahti             | 3.          | 4.          | 1.          | 17.         | 3.          | nd.         | –           |
| 2001 | Pokljuka               | –           | 11.         | 17.         | 22.         | 12.         | nd.         | –           |
| 2002 | Oslo                   | nd.         | nd.         | nd.         | 6.          | nd.         | nd.         | –           |
| 2003 | Chanty-Mansyjsk        | 36.         | 30.         | 5.          | 17.         | 1.          | nd.         | –           |
| 2004 | Oberhof                | –           | –           | –           | –           | 1.          | nd.         | –           |

### Puchar Świata
| Sezon     | Miejsce |
| --------- | ------- |
| 1986/1987 | 44.     |
| 1987/1988 | 31.     |
| 1988/1989 | 11.     |
| 1989/1990 | 4.      |
| 1990/1991 | 4.      |
| 1991/1992 | 32.     |
| 1992/1993 | 13.     |
| 1993/1994 | 3.      |
| 1994/1995 | 10.     |
| 1995/1996 | 8.      |
| 1996/1997 | 11.     |
| 1997/1998 | 7.      |
| 1998/1999 | 3.      |
| 1999/2000 | 5.      |
| 2000/2001 | 12.     |
| 2001/2002 | 6.      |
| 2002/2003 | 17.     |
| 2003/2004 | 39.     |

#### Miejsca na podium chronologicznie
| Lp. | Dzień       | Rok  | Miejscowość    | Konkurencja                | Lokata | Pudła   | Czas biegu | Strata  | Zwycięzca            |
| --- | ----------- | ---- | -------------- | -------------------------- | ------ | ------- | ---------- | ------- | -------------------- |
| 1.  | 17 grudnia  | 1988 | Les Saisies    | Sprint na 10 km            | 1.     | 1+0     | 30:06,5    | –       | –                    |
| 2.  | 11 lutego   | 1989 | Feistritz      | Sprint na 10 km            | 1.     | 0+0     | 28:08,7    | –       | –                    |
| 3.  | 25 stycznia | 1990 | Ruhpolding     | Bieg indywidualny na 20 km | 2.     | 1       | 58:19,7    | +2:19,1 | Siergiej Czepikow    |
| 4.  | 3 lutego    | 1990 | Walchsee       | Sprint na 10 km            | 2.     | 1+0     | 26:59,1    | +0,05   | Jurij Kaszkarow      |
| 5.  | 15 grudnia  | 1990 | Les Saisies    | Sprint na 10 km            | 2.     | 1+0     | 29:40,9    | +1,4    | Siergiej Czepikow    |
| 6.  | 31 stycznia | 1991 | Oberhof        | Bieg indywidualny na 20 km | 2.     | 0+0+0+2 | 56:39,2    | +48,3   | Mark Kirchner        |
| 7.  | 2 lutego    | 1991 | Oberhof        | Sprint na 10 km            | 1.     | 0+1     | 25:22,3    | –       | –                    |
| 8.  | 19 lutego   | 1991 | Lahti          | Sprint na 10 km            | 2.     | 1+0     | 30:48,1    | +24,7   | Mark Kirchner        |
| 9.  | 6 marca     | 1993 | Lillehammer    | Sprint na 10 km            | 1.     | 0+0     | 29:51,0    | –       | –                    |
| 10. | 20 stycznia | 1994 | Anterselva     | Bieg indywidualny na 20 km | 3.     | 0+0+0+2 | 55:32,0    | +1:11,9 | Sven Fischer         |
| 11. | 22 stycznia | 1994 | Anterselva     | Sprint na 10 km            | 1.     | 0+0     | 26:47,0    | –       | –                    |
| 12. | 20 lutego   | 1994 | Lillehammer    | Bieg indywidualny na 20 km | 2.     | 0+2+1+0 | 57:25,3    | +3,4    | Siergiej Tarasow     |
| 13. | 10 marca    | 1994 | Hinton         | Bieg indywidualny na 20 km | 3.     | 0+0+1+0 | 56:07,6    | +59,2   | Wilfried Pallhuber   |
| 14. | 12 marca    | 1994 | Hinton         | Sprint na 10 km            | 3.     | 0+1     | 24:29,8    | +29,1   | Sven Fischer         |
| 15. | 16 grudnia  | 1994 | Bad Gastein    | Sprint na 10 km            | 3.     | 0+0     | 29:41,5    | +16,8   | Sylfest Glimsdal     |
| 16. | 6 grudnia   | 1997 | Lillehammer    | Sprint na 10 km            | 1.     | 0+0     | 25:22,1    | –       | –                    |
| 17. | 5 marca     | 1998 | Pokljuka       | Sprint na 10 km            | 1.     | 0+0     | 26:47,5    | –       | –                    |
| 18. | 9 stycznia  | 1999 | Oberhof        | Bieg pościgowy na 12,5 km  | 3.     | 0+0+1+0 | 34:21,0    | +1:04,2 | Ole Einar Bjørndalen |
| 19. | 13 stycznia | 1999 | Ruhpolding     | Bieg masowy na 15 km       | 2.     | 0+1+0+0 | 41:08,1    | +12,1   | Raphaël Poirée       |
| 20. | 22 stycznia | 1999 | Anterselva     | Sprint na 10 km            | 2.     | 1+0     | 26:40,4    | +52,1   | René Cattarinussi    |
| 21. | 12 lutego   | 1999 | Kontiolahti    | Sprint na 10 km            | 1.     | 0+0     | 28:05,6    | –       | –                    |
| 22. | 13 lutego   | 1999 | Kontiolahti    | Bieg pościgowy na 12,5 km  | 2.     | 0+0+1+2 | 35:37,8    | +27,2   | Ricco Groß           |
| 23. | 14 marca    | 1999 | Oslo           | Bieg pościgowy na 12,5 km  | 1.     | 0+0+1+0 | 36:19,4    | –       | –                    |
| 24. | 2 grudnia   | 1999 | Hochfilzen     | Bieg indywidualny na 20 km | 3.     | 1+0+0+0 | 50:35,9    | +1:21,5 | Ole Einar Bjørndalen |
| 25. | 4 grudnia   | 1999 | Hochfilzen     | Bieg pościgowy na 12,5 km  | 2.     | 0+0+0+2 | 31:54,5    | +50,4   | Ole Einar Bjørndalen |
| 26. | 15 grudnia  | 1999 | Pokljuka       | Bieg indywidualny na 20 km | 3.     | 0+1+0+0 | 51:49,4    | +54,6   | Raphaël Poirée       |
| 27. | 17 grudnia  | 1999 | Pokljuka       | Sprint na 10 km            | 3.     | 0+0     | 26:41,6    | +29,3   | Frode Andresen       |
| 28. | 6 stycznia  | 2000 | Oberhof        | Sprint na 10 km            | 2.     | 0+0     | 25:49,9    | +7,9    | Ole Einar Bjørndalen |
| 29. | 20 lutego   | 2000 | Oslo           | Bieg pościgowy na 12,5 km  | 1.     | 1+0+0+1 | 33:21,9    | –       | –                    |
| 30. | 23 lutego   | 2000 | Oslo           | Bieg indywidualny na 20 km | 3.     | 0+0+0+1 | 53:36,2    | +1:21,9 | Wolfgang Rottmann    |
| 31. | 14 stycznia | 2001 | Ruhpolding     | Bieg pościgowy na 12,5 km  | 2.     | 0+0+0+0 | 34:21,2    | +22,8   | Raphaël Poirée       |
| 32. | 2 marca     | 2001 | Soldier Hollow | Sprint na 10 km            | 3.     | 0+0     | 22:40,8    | +32,7   | Ole Einar Bjørndalen |
| 33. | 6 grudnia   | 2001 | Hochfilzen     | Sprint na 10 km            | 3.     | 0+0     | 27:23,1    | +1:10,5 | Ole Einar Bjørndalen |
| 34. | 9 grudnia   | 2001 | Hochfilzen     | Bieg pościgowy na 12,5 km  | 2.     | 0+0+1+0 | 34:27,5    | +22,3   | Ole Einar Bjørndalen |
| 35. | 19 grudnia  | 2001 | Osrblie        | Bieg indywidualny na 20 km | 1.     | 0+1+0+0 | 54:08,2    | –       | –                    |
| 36. | 20 stycznia | 2002 | Ruhpolding     | Bieg pościgowy na 12,5 km  | 2.     | 0+0+0+0 | 37:21,2    | +7,6    | Sven Fischer         |
| 37. | 11 lutego   | 2002 | Salt Lake City | Bieg indywidualny na 20 km | 2.     | 0+0+0+0 | 51:03,3    | +36,1   | Ole Einar Bjørndalen |
| 38. | 21 marca    | 2002 | Oslo           | Sprint na 10 km            | 1.     | 0+0     | 26:23,8    | –       | –                    |
| 39. | 19 stycznia | 2003 | Ruhpolding     | Bieg pościgowy na 12,5 km  | 3.     | 0+0+0+0 | 36:46,3    | +1:31,7 | Ole Einar Bjørndalen |